# Jake Hsu
Jake Hsu, pseudonimo di Hsu Chun-hao (徐鈞浩T, Xú JūnhàoP; Taoyuan, 30 dicembre 1990), è un attore taiwanese.

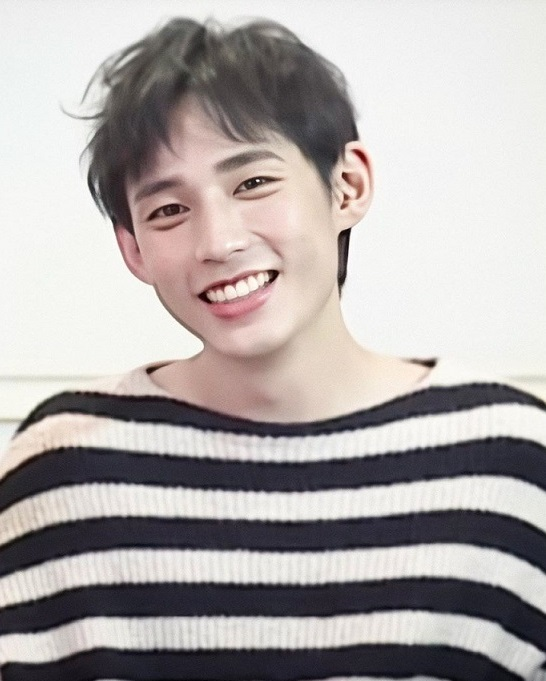
Jake Hsu nel 2019

Hsu è meglio conosciuto per aver recitato in Close Your Eyes Before It's Dark (2016), quarto capitolo della serie antologica Qseries, così come in Trapped (2019), primo capitolo della webserie HIStory3.

## Biografia
Hsu è nato il 30 dicembre 1990 a Taoyuan. Durante il liceo, è stato presidente del club di magia e riusciva a risolvere il cubo di Rubik in 30 secondi. Grazie alle reazioni positive dei suoi compagni alle sue performance, si è innamorato delle arti dello spettacolo e, nonostante l'opposizione dei genitori e degli insegnanti, ha deciso di studiare arte. Ha frequentato e si è laureato presso la National Taiwan University of Arts, conseguendo una laurea in recitazione. Durante questo periodo, ha partecipato a molte produzioni scolastiche e spettacoli teatrali.
Nel 2015, Hsu ha partecipato alle audizioni per Q Place, un progetto fondato da otto registi premiati e progettato per trovare nuovi attori e attrici emergenti. Su circa 400 concorrenti, è stato uno dei ventiquattro attori e attrici che si sono qualificati per il successivo corso di formazione, ottenendo l'opportunità di essere scelti per gli episodi della serie antologica Qseries.
Hsu sa suonare la chitarra e il pianoforte ed è conosciuto per la sua grande passione verso il cinema. È solito guardare tra i dieci e i quindici film ogni settimana, partecipa attivamente ai festival cinematografici e riesce a predire correttamente molti dei vincitori degli Oscar. Hsu è anche noto per il suo sostegno all'uguaglianza di genere, alle cause ambientali e possiede un brevetto da bagnino.

## Carriera
Nel 2015, Hsu ha fatto un cameo nel drama Youth Power nei panni di Ah Bao, uno studente proveniente da una famiglia agiata.
Nel 2016, Hsu ha interpretato il personaggio di Heng Li nel drama Love of Sandstorm, il primo capitolo della serie Qseries, e il personaggio non accreditato di Xiao Kuo in Life Plan A and B, capitolo successivo della medesima serie che ha visto anche la partecipazione di Rainie Yang. La sua interpretazione del protagonista Li Zi-shuo nel drama Close Your Eyes Before It's Dark, nel ruolo di un omosessuale che nutre un affetto non corrisposto per il suo caro amico, gli è valso riconoscimento e popolarità tra i fan.
Nel 2017, Hsu è stato scelto per il ruolo principale di Xu Xiao-fan nel drama 1000 Walls in Dream, interpretando il fratello che soffre di disturbo bipolare della protagonista Xu Xiao-qing.
Nel 2018, Hsu ha interpretato il personaggio di Wu Cheng-han, un giovane dal talento artistico, nel drama Age of Rebellion. Nello stesso anno, ha anche recitato nei panni del protagonista Xu Qiang in My Goddess, un uomo cieco in grado di commuovere le persone con il suo canto. Nel cast del drama erano presenti anche Jasper Liu, Annie Chen e Nana Lee.
Nel 2019, Hsu è stato selezionato per il ruolo di Meng Shao-fei in Trapped, il primo capitolo della terza stagione di HIStory. Qui ha impersonato un poliziotto determinato a scoprire la verità dietro la morte del suo superiore, sviluppando nel contempo un affetto romantico per il malvivente Tang Yi. Trapped ha rappresentato un successo sia a livello nazionale che internazionale, permettendo a Hsu di conquistare fan in tutto il mondo. Inoltre, Hsu è stato ambasciatore della 56ª cerimonia dei Golden Horse Awards, insieme a Wang Ko-yuan e Chen Pin-er.
Nel 2020, Hsu si è dedicato alla conduzione del proprio show sulla piattaforma di trasmissione radiofonica Wave ed è stato protagonista del reality show online autoprodotto, intitolato Action Together, insieme ai suoi compagni di etichetta Fu Meng-po, Nick Yang e Lun OuYang. Ha anche recitato nel ruolo del biologo marino Chen Shun-he in Zihuatanejo, al fianco di Patty Lee. Prima di iniziare le riprese per il drama, ha ottenuto il certificato di immersione OWD e successivamente anche il certificato AOWD.
Nel 2021, ha preso parte alla serie televisiva poliziesca Trinity of Shadows, prodotta da HBO e CATCHPLAY+, interpretando il ruolo di Hu Ta-dong da giovane. Nello stesso anno, a novembre, è stato il presentatore principale della 58ª edizione dei Golden Horse Awards, insieme alla famosa presentatrice Yang Qian-pei. A dicembre, ha preso parte al film tratto dal romanzo di successo Waiting for My Cup of Tea.

## Filmografia

### Cinema
- Back to the Good Times (花甲大人轉男孩T), regia di Chu Yu-ning (2018)
- The Paradise (樂園T), regia di Liao Shih-han (2019)
- Waiting for My Cup of Tea (一杯熱奶茶的等待T), regia di Jan Fu-wha (2021)
- Lost in Perfection (惡女T), regia di Sung Hsin-yin (2023)

### Cortometraggi
- Love is Equal (平等的愛T), regia di Chie (2013)
- Mark of Youth (青春的刻印T), regia di Chiu Meng-chun (2014)
- Silya, regia di Chen Su-chun e Chou Cho-lo (2014)
- Lonely Age of Seventeen (寂寞的十七歲T), regia di He Jin-syuan (2015)
- Milk Pot (牛奶鍋T) (2016)
- Patriotic Lottery (愛國獎券T), regia di Lien Chien-hui (2016)
- Tomato (番茄T), regia di Sun Chieh-heng (2017)
- Bong Joon-ho's Okja (奉俊昊《玉子》T), regia di Hsu Chun-hao e Ko Chen-nien (2017)
- Daihachi Yoshida's The Kirishima Thing (吉田大八《聽說桐島退社了 》T), regia di Hsu Chun-hao e Ko Chen-nien (2017)
- Dog Mask (狗罩T), regia di Tai Hao-yu (2018)
- Oppression (冬陽T), regia di Hsu Chun-cheng (2018)
- Goodnight, My Dear (晚安時間T), regia di Chang Chih-hung (2018)
- The Other Side (無塵之地T), regia di Li Pei-yin (2019)
- A New Apartment (新居T), regia di Chen Szu-wei (2022)
- Till Next Time (翌日T), regia di Wang Yan-ping (2024)

### Televisione
- Youth Power (哇！陳怡君T) – serial TV (2015)
- Love of Sandstorm (戀愛沙塵暴T) – serial TV (2016)
- Life Plan A and B (荼蘼T) – serial TV (2016)
- Close Your Eyes Before It's Dark (天黑請閉眼T) – serial TV (2016)
- 1000 Walls in Dream (夢裡的一千道牆T) – serial TV (2017)
- Age of Rebellion (翻牆的記憶T) – serial TV (2018)
- My Goddess (種菜女神T) – serial TV (2018)
- HIStory3 - Trapped (HIStory 3 - 圈套T) – miniserie TV (2019)
- Zihuatanejo (記憶浮島T) – webserie (2020)
- Magic Moment (粉紅色時光T) – serial TV (2020)
- Trinity of Shadows (第三佈局 塵沙惑T) – serial TV (2021)
- White Book (白書T) – webserie (2022)
- Schegge dal passato (她和她的她T) – serial TV (2022)
- Trade War (商魂T) – serial TV (2024)
- Urban Horror (都市懼集T) – serial TV (2024)
- You are My Sister (妳是我的姐妹T) – serial TV (2024)
- Born for the Spotlight (影后T) – serial TV (2024)

## Riconoscimenti
- New Generation Youth Film Festival Creative Awards
  - 2015 – Miglior Attore per Lonely Age of Seventeen